# Arménie na letních olympijských hrách
Arménie na letních olympijských hrách startovala celkem 8krát, poprvé na olympijských hrách v Atlantě v roce 1996 a od té doby vyslala své sportovce na všechny následující letní olympijské hry. Za účast arménských sportovců je zodpovědný Olympijský výbor Arménie, založený v roce 1990.
Toto je přehled historických milníků, účastí, medailového zisku a vlajkonošů na dané sportovní události.

## Historie
Ještě před svou samostatností se země her účastnila jako součást Sovětského svazu, a to na letních olympijských hrách mezi roky 1952 a 1988, do rozpadu SSSR. V roce 1992 byla země součástí Sjednoceného týmu.
Arménie se jako nezávislý stát poprvé zúčastnila Letních olympijských her v Atlantě v roce 1996, kam vyslala 32 účastníků. Sportovci soutěžili v atletice, boxu, vzpírání, zápase, judu, střelbě, plavání, skocích do vody, cyklistice, gymnastice a v tenise. Na následujících letních hrách se arménští sportovci zapojili také do kanoistiky (od her roku 2000) a taekwonda (od her roku 2012).

### Jednotlivé účasti
Prvními letními olympioniky byli 19. července 1996 zápasníci Armen Nazarjan (od roku 1997 reprezentoval Bulharsko), Agasi Manukjan, Samwel Manukjan a Lewon Gegamjan. O dva dny později se plavkyně Anusch Manukjanová stala první arménskou ženou, která startovala na olympijských hrách. Zápasníci na této olympiádě zajistili první arménské olympijské medaile vůbec. Nasarjan zvítězil ve váze do 52 kg v řecko-římském stylu a stal se tak prvním olympijským vítězem z Arménie. Ve volném stylu na jeho úspěch navázal Armen Mkrtčjan, který získal stříbro ve váze do 48 kg. V atletice se Armen Martirosjan dostal do finále trojskoku a skončil pátý.
Na Letních olympijských hrách v Sydney v roce 2000 získal Arsen Melikjan bronzovou medaili ve střední váze ve vzpírání. Na následujícím ročníku her v Aténách v roce 2004 Arménie nezískala žádné medaile, vzpěrač Armen Gasarjan zde skončil čtvrtý ve váze do 62 kg, čtvrté místo obsadil také sportovní střelec Norair Bachtamjan v disciplíně volná pistole, k němuž přidal sedmé místo ve střelbě ze vzduchové pistole.

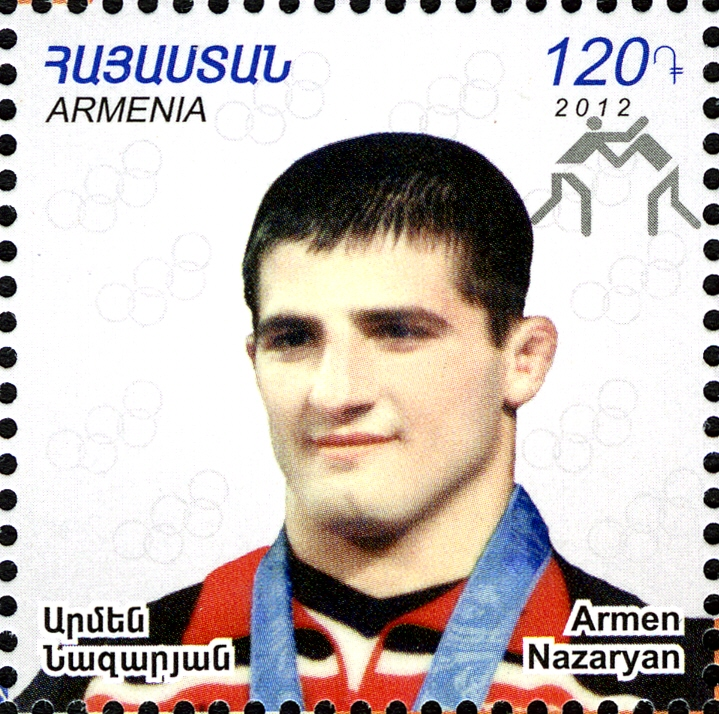
Zápasník Armen Nazarjan na dobové známce

Na hrách v Pekingu v roce 2008 získala Arménie jednu stříbrnou a čtyři bronzové medaile. Stříbro dodatečně získal vzpěrač Tigran Wardan Martirosjan ve váze do 94 kg, když byl druhý Andrej Rybakou z Běloruska v říjnu 2016 kvůli dopingu diskvalifikován, bronzové medaile získali vzpěrač Geworg Dawtjan ve váze do 77 kg, boxer Hratschik Jawachjan v lehké váze a zápasníci v řecko-římském stylu Roman Amojan ve váze do 55 kg a Juri Patrikejew v supertěžké váze. Vzpěrač Tigran Geworgi Martirosjan, držitel stříbra z této olympiády, byl v srpnu 2016 usvědčen z dopingu a následně diskvalifikován.
Na hrách v Londýně v roce 2012 získali arménští zápasníci v řecko-římském stylu jednu stříbrnou a jednu bronzovou medaili – Arsen Dschulfalakjan získal stříbro ve střední váze a Artur Aleksanjan bronz ve váze do 96 kg. V supertěžké váze ve vzpírání žen skončila třetí sportovkyně Hripsime Tschurschudjanová a stala se tak první arménskou ženou, která získala olympijskou medaili. V listopadu 2016 byla ovšem usvědčena z dopingu a následně diskvalifikována.
Na hrách v Riu v roce 2016 se zápasník Artur Aleksanjan ve váze do 98 kg v řecko-římském stylu stal druhým olympijským vítězem v historii Arménie. Jeho týmový kolega Mihran Harutunjan získal stříbro ve váze do 75 kg. Dvě další stříbrné medaile získali vzpěrači Simon Martirosjan ve váze do 105 kg a Gor Minasjan v supertěžké váze. Arménský gymnasta Harutjun Merdinjan se dostal do finále na koni našíř a skončil sedmý.
Z her v Tokiu v roce 2020 si arménští sportovci přivezli celkem dvě zlaté a dvě bronzové medaile, a to i přes fakt, že se jednalo o ročník, kam země vyslala sedmnáct účastníků, což je zatím nejmenší počet sportovců, který kdy na letní olympijské hry vyslala. Stříbro vybojovali zápasník Artur Aleksanjan ve váze do 97 kg v řecko-římském zápasu, a vzpěrač Simon Martirosjan ve váze do 109 kg. Bronzovými medailisty se stali gymnasta Artur Davtjan a boxer Hovhannes Bachkov.
Čtyři medaile, tedy bilanci kterou arménští sportovci získali již na olympijských hrách v letech 2016 a 2020, vybojovali také na Letních olympijských hrách v Paříži v roce 2024. Získali je ve vzpírání, zápase, gymnastice a boxu.

## Účast na Letních olympijských hrách
| Dějiště LOH            | LOH      | Vlajkonoš/Vlajkonoši                        | Účastníci | Zlatá medaile | Stříbrná medaile | Bronzová medaile | Celkem |
| ---------------------- | -------- | ------------------------------------------- | --------- | ------------- | ---------------- | ---------------- | ------ |
| 1996 Atlanta           | LOH 1996 | Aghvan Grigoryan                            | 32        | 1             | 1                |                  | 2      |
| 2000 Sydney            | LOH 2000 | Haykaz Galstyan                             | 25        |               |                  | 1                | 1      |
| 2004 Athény            | LOH 2004 | Albert Azarjan                              | 18        |               |                  |                  | 0      |
| 2008 Peking            | LOH 2008 | Albert Azarjan                              | 25        |               | 1                | 4                | 5      |
| 2012 Londýn            | LOH 2012 | Arman Jeremjan                              | 25        |               | 1                | 1                | 2      |
| 2016 Rio de Janeiro    | LOH 2016 | Vahan Mkhitaryan                            | 32        | 1             | 3                |                  | 4      |
| 2020 Tokio             | LOH 2020 | Varsenik Manucharyanová a Hovhannes Bachkov | 17        |               | 2                | 2                | 4      |
| 2024 Paříž             | LOH 2024 | Varsenik Manucharyanová a Davit Chaloyan    | 15        | 0             | 3                | 1                | 4      |
| Celkem                 | 8        |                                             |           | 2             | 8                | 8                | 18     |
| Zdroj na Olympedia.org |          |                                             |           |               |                  |                  |        |

## Medaile dle sportů
| Sport      | Zlato | Stříbro | Bronz | Celkem |
| ---------- | ----- | ------- | ----- | ------ |
| Zápas      | 2     | 5       | 4     | 11     |
| Vzpírání   | 0     | 5       | 2     | 7      |
| Gymnastika | 0     | 1       | 1     | 2      |
| Box        | 0     | 0       | 2     | 2      |
| Celkem     | 2     | 11      | 9     | 22     |

## Listina medailistů
| Medal            | Sportovec             | LOH           | Sport           |
| ---------------- | --------------------- | ------------- | --------------- |
| Zlatá medaile    | Armen Nazarjan        | Arménie (ARM) | 1996 Zápas      |
| Stříbrná medaile | Armen Mkrtčjan        | Arménie (ARM) | 1996 Zápas      |
| Bronzová medaile | Arsen Melikyan        | Arménie (ARM) | 2000 Vzpírání   |
| Bronzová medaile | Hrachik Javakhyan     | Arménie (ARM) | 2008 Box        |
| Bronzová medaile | Tigran G. Martirosyan | Arménie (ARM) | 2008 Vzpírání   |
| Bronzová medaile | Gevorg Davtyan        | Arménie (ARM) | 2008 Vzpírání   |
| Bronzová medaile | Tigran V. Martirosyan | Arménie (ARM) | 2008 Vzpírání   |
| Bronzová medaile | Roman Amoyan          | Arménie (ARM) | 2008 Zápas      |
| Bronzová medaile | Jurij Patrikejev      | Arménie (ARM) | 2008 Zápas      |
| Stříbrná medaile | Arsen Julfalakyan     | Arménie (ARM) | 2012 Zápas      |
| Bronzová medaile | Hripsime Khurshudyan  | Arménie (ARM) | 2012 Vzpírání   |
| Bronzová medaile | Artur Aleksanjan      | Arménie (ARM) | 2012 Zápas      |
| Zlatá medaile    | Artur Aleksanjan      | Arménie (ARM) | 2016 Zápas      |
| Stříbrná medaile | Simon Martirosjan     | Arménie (ARM) | 2016 Vzpírání   |
| Stříbrná medaile | Migran Arutjunjan     | Arménie (ARM) | 2016 Zápas      |
| Stříbrná medaile | Gor Minasjan          | Arménie (ARM) | 2016 Vzpírání   |
| Stříbrná medaile | Artur Davtjan         | Arménie (ARM) | 2024 Gymnastika |
| Stříbrná medaile | Artur Aleskanjan      | Arménie (ARM) | 2024 Zápas      |
| Stříbrná medaile | Varazdat Lalayan      | Arménie (ARM) | 2024 Vzpíraní   |
| Bronzová medaile | Malchas Amojan        | Arménie (ARM) | 2024 Zápas      |